# Expeditie Robinson 2008
Expeditie Robinson 2008 is het 9e reguliere seizoen van Expeditie Robinson.

## Synopsis
In dit seizoen is de leuze "Back to Basics". Alle deelnemers worden aan elkaar vastgeketend en moeten samen zien te overleven.

## Kandidaten
| Deelnemer          | Leeftijd | Woonplaats           | Beroep                    | Kamp   | Rangschikking     |
| ------------------ | -------- | -------------------- | ------------------------- | ------ | ----------------- |
| Yin Oei            | 36 jaar  | Turnhout, België     | accountmanager            | Lima   | Finalist, winnaar |
| Hans Meenhorst     | 47 jaar  | Vinkel, Nederland    | ondernemer                | Lima   | Finalist, tweede  |
| HiuKwan Chung      | 23 jaar  | Groningen, Nederland | model, horecamedewerkster | Lima   | Finalist, derde   |
| Sharon Berndsen    | 25 jaar  | Dieren, Nederland    | leerkracht                | Lima   | 4e (weggestemd)   |
| Geert Van Tornhaut | 43 jaar  | Aalter, België       | ondernemer                | Lima   | 5e (weggestemd)   |
| Sarah De Graeve    | 24 jaar  | Brasschaat, België   | inspecteur                | Lima   | 6e (weggestemd)   |
| Kyra Van Oostveldt | 25 jaar  | Antwerpen, België    | leerkracht                | Lima   | 7e (weggestemd)   |
| Geert De Deyn      | 39 jaar  | Welle, België        | leerkracht                | Lima   | 8e (weggestemd)   |
| Prince Heyliger *  | 33 jaar  | Zutphen, Nederland   | basisschooldirecteur      | Tengah | 9e (weggestemd)   |
| Wim Geens          | 51 jaar  | Erps-Kwerps, België  | brandweerman              | Tengah | 10e (weggestemd)  |
| Hannie Derks       | 40 jaar  | Eindhoven, Nederland | ondernemer                | Uma    | 11e (weggestemd)  |
| Hicham Maachi      | 23 jaar  | Gorinchem, Nederland | salarisadministrateur     | Tengah | 12e (opgegeven)   |
| Mano Dijkman       | 38 jaar  | Doesburg, Nederland  | ondernemer                | Uma    | 13e (opgegeven)   |
| Claudia Slok Soede | 28 jaar  | Amsterdam, Nederland | bedrijfsleider            | Tengah | 14e (weggestemd)  |
| Dirk Van Hoeydonck | 25 jaar  | Antwerpen, België    | buurtsportmedewerker      | Uma    | 15e (weggestemd)  |
| Marleen Haveman    | 48 jaar  | Kanne, België        | keramiste                 | Tengah | 16e (weggestemd)  |

- Prince deed al eerder mee aan het televisieprogramma Wie is de Mol?.

## Eilandraad
| Plaats | Kandidaat                    | Kamp   | Week 1  | Week 2 | Week 3  | Week 4  | Week 5  | Week 6  | Week 7  | Week 8 | Week 9 | Week 10 | Week 11 | Week 12 |
| ------ | ---------------------------- | ------ | ------- | ------ | ------- | ------- | ------- | ------- | ------- | ------ | ------ | ------- | ------- | ------- |
| 1      | Yin Oei 0 stemmen            | Lima   |         | Dirk   |         | Geert D |         | Prince  | Geert D | Kyra   | Sarah  | HiuKwan | Sharon  |         |
| 2      | Hans Meenhorst 2 stemmen     | Lima   |         | Dirk   |         | Geert D |         | Prince  | Geert D | Kyra   | Sarah  | HiuKwan | Sharon  |         |
| 3      | HiuKwan Chung 4 stemmen      | Lima   | Hicham  |        | Claudia |         | Wim     | Geert D | Geert D | Kyra   | Sharon | Geert T | Hans    |         |
| 4      | Sharon Berndsen 7 stemmen    | Lima   |         | Dirk   |         | Hannie  |         | Prince  | Geert T | Sarah  | Sarah  | Geert T | Hans    |         |
| 5      | Geert Van Tornhaut 5 stemmen | Lima   | Marleen |        | Hicham  |         | Wim     | Geert D | Geert D | Kyra   | Sharon | Sharon  |         |         |
| 6      | Sarah De Graeve 5 stemmen    | Lima   | Marleen |        | Hicham  |         | Wim     | Geert D | Geert D | Sharon | Sharon |         |         |         |
| 7      | Kyra Van Oostveldt 4 stemmen | Lima   |         | Dirk   |         | Hannie  |         | Prince  | Geert T | Sarah  |        |         |         |         |
| 8      | Geert De Deyn 12 stemmen     | Lima   |         | Hannie |         | Hannie  |         | Prince  | Geert T |        |        |         |         |         |
| 9      | Prince Heyliger 5 stemmen    | Tengah | HiuKwan |        | Claudia |         | Wim     | Geert D |         |        |        |         |         |         |
| 10     | Wim Geens 5 stemmen          | Tengah | Marleen |        | Claudia |         | HiuKwan |         |         |        |        |         |         |         |
| 11     | Hannie Derks 4 stemmen       | Uma    |         | Dirk   |         | Geert D |         |         |         |        |        |         |         |         |
| 12     | Hicham Maachi 4 stemmen      | Tengah | HiuKwan |        | Claudia |         |         |         |         |        |        |         |         |         |
| 13     | Mano Dijkman 1 stemmen       | Uma    |         | Dirk   |         |         |         |         |         |        |        |         |         |         |
| 14     | Claudia Slok Soede 5 stemmen | Tengah | Claudia |        | Hicham  |         |         |         |         |        |        |         |         |         |
| 15     | Dirk Van Hoeydonck 6 stemmen | Uma    |         | Mano   |         |         |         |         |         |        |        |         |         |         |
| 16     | Marleen Haveman 3 stemmen    | Tengah | Wim     |        |         |         |         |         |         |        |        |         |         |         |